# Раундел Палмер, 1. гроф од Селборна
Раундел Палмер, 1. гроф од Селборна (енгл. Roundell Palmer, 1st Earl of Selborne, 1st Viscount Walmer, 1st Baron Selborne) (27. новембар 1812, Миксбери, Енглеска — 4. мај 1895, Питерсфилд, Енглеска) је био британски адвокат. Првобитно адвокат, а затим дугогодишњи члан Дом комуна, био је на позицијама у правосудној сфери, био је лорд канцелар у две либералне владе (1872–1874, 1880–1886) и допринео је реформама у правосудној администрацији. Године 1882. добио је титулу грофа и ушао у Дом лордова . Његов син Вилијам (1859–1942) и унук Раундел (1887–1971) такође су били истакнуте личности.

## Каријера
Рођен као млађи син велечасног Вилијама Џоселина Палмера (1778–1852), име Раундел потиче од девојачког презимена његове мајке. Са успехом је дипломирао на Оксфорду, где је освојио неколико награда за своја дела на латинском језику. Од 1837. радио је као адвокат, 1840-их је био и новинар у Тајмсу . Као један од најбољих адвоката у Лондону, изабран је у Дом комуна 1847. и остао је посланик до 1857. године. Првобитно је припадао конзервативцима, касније се осамосталио и коначно прешао на либерале, као посланик у то време фокусирао се углавном на питање образовања, а такође и на еманципацију Јевреја. Године 1849. именован је за Краљичиног саветника . Био је неуспешан на изборима 1857. и 1859. године и поново је постао народни посланик 1861. године. Године 1861. био је оплемењен и позван у владу као генерални адвокат ( 1861–1863), затим је 1863–1866 био генерални тужилац круне.
Одбио је да се придружи Гледстоновој влади 1868. због неслагања са ирском политиком, али је на крају постао лорд канцелар (1872–1874), 1872. именован је за члана Тајног савета и добио титулу барона (титула је била изведено од имена села Селборн у Хемпширу, где је поседовао сеоско имање). У следећем Гледстоновом кабинету, он је поново био лорд канцелар (1880–1886) и у том својству је био кључан у реформи и централизацији судске администрације. Године 1882. постао је гроф од Селборна. Касније се поново посвађао са Гледстоновом политиком и одбио је да учествује у влади 1886. Потом се придружио Либералним унионистима као политичар.
Био је члан Краљевског друштва од 1860, добио је почасни докторат на Оксфорду, био је на почасном месту магистра високог суда на Оксфордском универзитету и био је канцелар Универзитета Сент Ендруз од 1877–1880. Примењивао се и као писац и био је, између осталог, аутор сопствених мемоара.

## Породица
Године 1848. оженио се Лором Волдегрејв (1821—1885), ћерком адмирала 8. грофа Волдегрејва . Заједно су имали петоро деце, четири ћерке и сина Вилијама (1859–1942), који је имао неколико високих функција почетком 20. века. Од ћерки, другорођена Мери Доротеја (1850–1933) се удала за свог рођака, 9. грофа Валдегрејва .